# CA do Porto
Der Clube Atlético do Porto, auch bekannt als Porto de Caruaru oder kurz CAP, ist ein Sportverein aus Caruaru, im brasilianischen Bundesstaat Pernambuco, dessen Hauptaugenmerk auf dem Fußball liegt.

## Geschichte

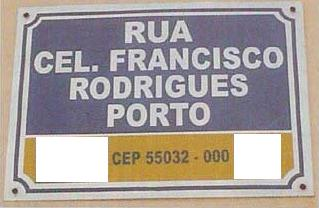
Namensgebendes Straßenschild

Der CAP wurde am 30. Juli 1993 als Futebol Clube do Porto gegründet. Initiator war José Porfírio de Oliveira. Dieser wohnte in Caruaru in der Rua Coronel Francisco Rodrigues Porto. Das Porto aus dem Straßennamen wurde zum Namensgeber des Klubs. Der ursprüngliche Name war eine Reminiszenz an den portugiesischen Klub FC Porto gedacht. Die ersten Klubfarben waren Rot und Weiß. Zunächst trat der Klub bei Amateurwettbewerben der Liga Desportiva Caruaruense (LDC) an. Mit der Professionalisierung der Mannschaft ab 1994 änderte CAP seinen Namen und Farben. In Anlehnung an den AC Caruaru, welcher 1992 seine Pforten geschlossen hatte, wurde der Name geändert und dessen Farben übernommen.

## Herrenmannschaft
CAP trat erstmal 1994 in der Staatsmeisterschaft von Pernambuco an und dieses gleich in deren obersten Spielklasse. Die zweite Liga der Staatsmeisterschaft wurde in dem Jahr nicht ausgetragen. CAP erreichte bei seinem Debüt den vierten Platz. Dieser qualifizierte den Klub noch an der Teilnahme an der Série C in dem Jahr. Seit dem Jahr tritt CAP zumeist in der ersten Liga der Staatsmeisterschaft an, es erfolgten nur selten Abstiege in die zweite Liga.
Auf nationaler Ebene kommt es nur selten zu Auftritten. Eine Besonderheit war die Teilnahme am Copa do Brasil 1999. Für den nationalen Pokal hatte sich der Klub als Vizestaatsmeister von 1998 qualifiziert. In der ersten Runde traf man auf América Mineiro. Gegen diesen unterlag CAP mit 0:1 und 0:2. Im Dezember des Jahres gewann der Klub den Staatspokal von Pernambuco gegen den Lokalrivalen Central SC. Dieser Klub wird als der größte Rivale von CAP angesehen. Deren Treffen als Clássico Matuto bezeichnet.
Aufgrund der Corona hatte sich der Klub 2021 aus der Staatsmeisterschaft zurückgezogen, nahm aber wieder ab 2022 teil. Zunächst in der zweiten Liga und ab 2023 wieder in der ersten.

### Herren Teilnahme an Fußballwettbewerben
| Wettbewerb                          | Teilnahmen                                 |
| ----------------------------------- | ------------------------------------------ |
| Copa do Brasil                      | 1999                                       |
| Série C                             | 9× – 1994–1997, 1999–2000, 2004, 2006–2007 |
| Série D                             | 2× – 2011, 2014                            |
| Staatsmeisterschaft                 | 25× – 1994–2002, 2004–2016, 2023–          |
| Staatsmeisterschaft Segunda Divisão | 6× – 2003, 2017–2020, 2022                 |
| Staatspokal                         | mind. 4× – 2007–2008, 2010, 2012           |
| Copa do Nordeste                    | 1999                                       |

### Erfolge
- Staatspokal von Pernambuco: 1999
- Staatsmeisterschaft von Pernambuco – Vizemeister: 1997, 1998
- Staatsmeisterschaft von Pernambuco – Segunda Divisão: 2003

## Frauenmannschaft
Für CAP tritt auch eine Damenmannschaft in der entsprechenden Staatsmeisterschaft von Pernambuco an. Dieses mindestens in den Jahren 2017 und 18 sowie seit 2023.

### Frauen Teilnahme an Fußballwettbewerben
| Wettbewerb          | Teilnahmen                  |
| ------------------- | --------------------------- |
| Staatsmeisterschaft | mind. 5× – 2017–2018, 2023– |